# Rabdomiólisis
La rabdomiólisis es una enfermedad producida por necrosis muscular que provoca la liberación a la circulación sanguínea de diversas sustancias que en condiciones normales se encuentran en el interior de las células que componen el tejido muscular, entre ellas la creatina fosfoquinasa (CPK) y la mioglobina. Esta última es la causante de una de las complicaciones más graves, la insuficiencia renal. El nombre se deriva del griego ῥαβδω rabdo-, estriado, μυς myo-, músculo, y λύσις –lisis, descomposición.

## Causas
Las principales causas son:
- Tóxicas. Por ejemplo el alcohol etílico y diversos fármacos como las estatinas (simvastatina, atorvastatina, cerivastatina) que se utilizan para el tratamiento de niveles elevados de colesterol en sangre. La cerivastatina tuvo que ser retirada del mercado por producir rabdomiólisis muy graves cuando se administraba conjuntamente con el gemfibrozil.[4] También se asocia la rabdomiólisis al consumo de grandes cantidades en un periodo de tiempo corto de la seta Tricholoma equestre, hasta hace poco tiempo clasificada como comestible.
- Daño muscular directo ocasionado por congelaciones, quemaduras o isquemia por oclusión de los vasos sanguíneos que transportan el oxígeno a los grupos musculares.
- Ejercicio excesivo y entrenamientos en condiciones extremas (por ejemplo: bailar, correr o hacer spinning crossfit hasta caer extenuado). También se han documentado casos de rabdomiólisis en personas sometidas a electroestimulación.[5]
- Procesos infecciosos que afectan al tejido muscular.
- Otras causas: Enfermedades por autoinmunidad (polimiositis, dermatomiositis), golpe de calor y numerosos trastornos metabólicos como la cetoacidosis diabética y la deficiencia de carnitina palmitoiltransferasa.[6]

## Descripción
No es una enfermedad en sí misma, sino un síndrome clínico y bioquímico que puede estar originado por múltiples causas. Sin embargo independientemente del origen, las manifestaciones son únicas. Uno de los datos más importantes para el diagnóstico, es la elevación en el plasma sanguíneo de la enzima creatina fosfoquinasa que alcanza unos niveles que multiplican al menos por 5 sus concentraciones normales. 
Los síntomas iniciales son fiebre, náuseas, vómitos y debilidad muscular. Los músculos más afectados suelen ser los gemelos.
Más adelante surgen complicaciones que incluyen insuficiencia cardíaca y arritmias potenciadas por los niveles altos de potasio en sangre. También coagulación intravascular diseminada y fallo renal agudo desencadenado por los depósitos en el riñón de la mioglobina liberada en la destrucción de las células musculares. El tratamiento básico consiste en administrar abundantes cantidades de fluidos por vía intravenosa y puede incluir diálisis o hemofiltración en casos más severos.

## Epidemiología
La incidencia exacta de la rabdomiólisis es difícil de establecer a causa de las diferencias en las definiciones empleadas. En 1995 los hospitales estadounidenses informaron 26 000 casos de la enfermedad. Hasta el ochenta y cinco por ciento de las personas con lesiones traumáticas importantes experimentarán algún grado de rabdomiólisis. Entre los pacientes con esa enfermedad del diez al cincuenta por ciento desarrolla lesión renal aguda. El riesgo es mayor entre las personas con antecedentes de drogadicción, alcoholismo o trauma en comparación con enfermedades musculares y es particularmente elevado en presencia de varios de esos factores. En los Estados Unidos la rabdomiólisis explica del siete al diez por ciento de todos los casos de insuficiencia renal aguda.

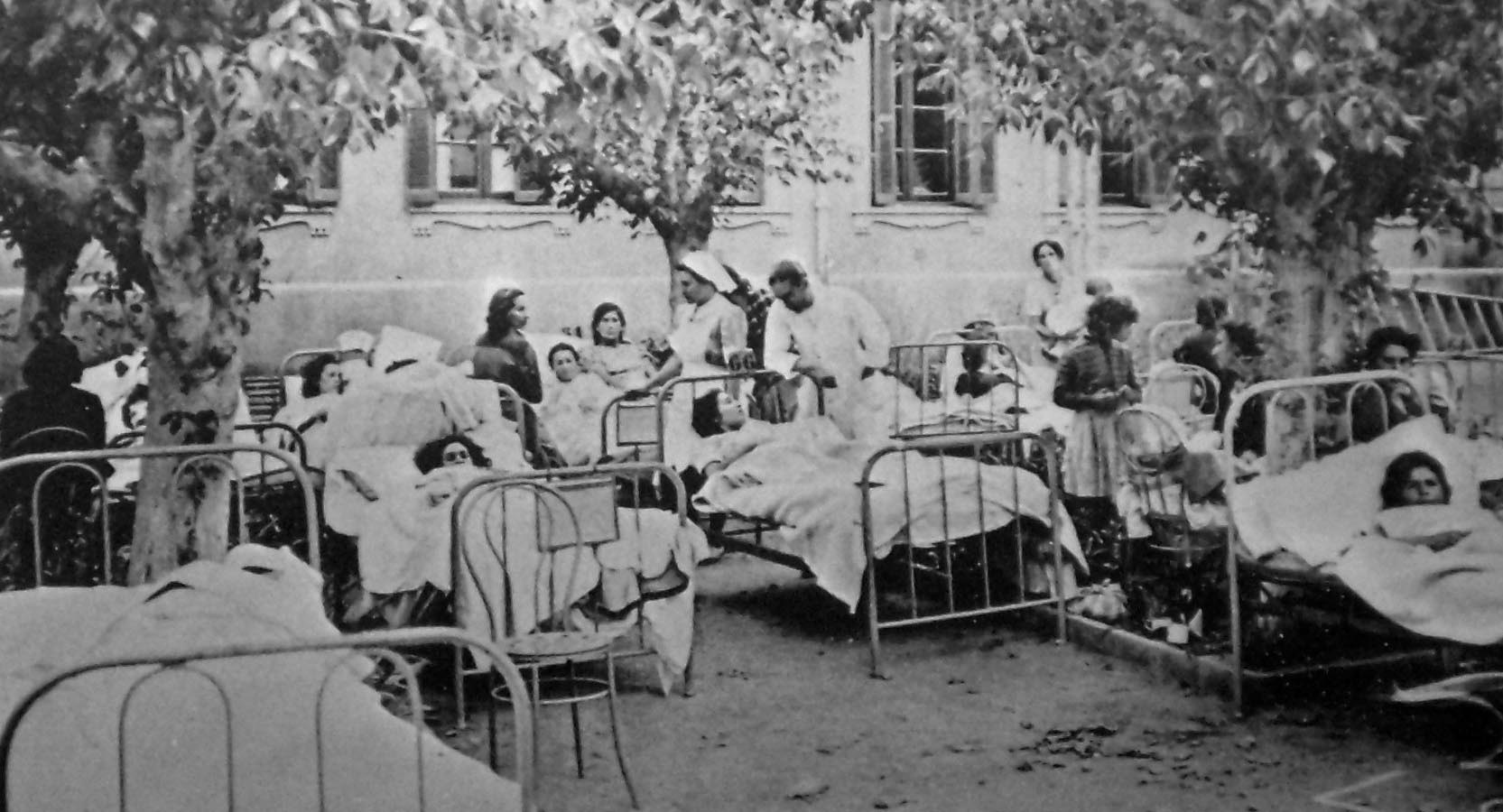
Hospital de emergencia en una calle de San Juan (Argentina) después del terremoto de 1944.

Las lesiones por aplastamiento son comunes en las grandes catástrofes, pero sobre todo en los terremotos. 
La incidencia de la rabdomiólisis inducida por fármacos ha aumentado en forma notable como consecuencia de la introducción de fármacos nuevos y potentes como por ejemplo las estatinas.
En los Estados Unidos la National Hospital Discharge Survey informa unos 26 000 casos al año. En la bibliografía hay una amplia variedad de estudios sobre la frecuencia con la que se desarrolla la insuficiencia renal aguda posrabdomiólisis en adultos, pero existen pocos estudios realizados en pacientes pediátricos.  Vale la pena destacar un pequeño estudio de cohortes pediátricas que reveló hasta un cuarenta y dos por ciento de desarrollo de insuficiencia renal aguda en esos pacientes. Posteriormente, los autores de un estudio de cohortes con seguimiento durante diez años publicaron cifras de alrededor de un cinco por ciento de desarrollo de esa complicación. La diferencia tan importante entre las dos cifras publicadas puede deberse a que en el primer estudio la cohorte estaba compuesta fundamentalmente por pacientes que presentaban rabdomiólisis secundaria a procesos con una importante respuesta inflamatoria sistémica por lo que a priori era esperable una evolución más difícil de las complicaciones.

## Etiología
Cualquier forma de lesión muscular de gravedad suficiente puede generar rabdomiólisis y es posible que en un paciente afectado por esta enfermedad coexistan varias causas. En algunos casos hay una enfermedad muscular de base, en general de naturaleza hereditaria, que determina una mayor propensión a la rabdomiólisis.

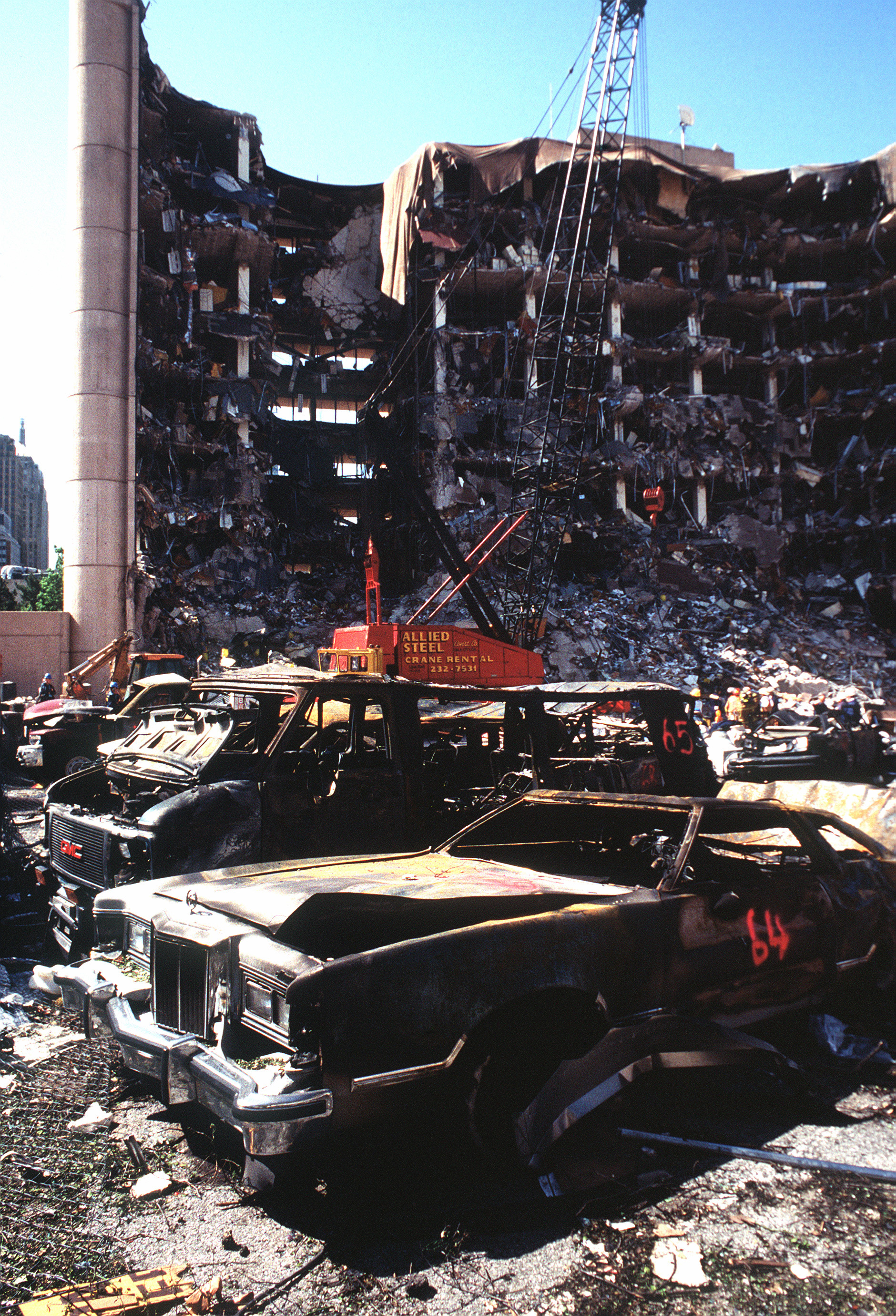
Las lesiones corporales por aplastamiento que suelen producirse en los derrumbes de edificios pueden desencadenar episodios de rabdomiólisis.

Las causas físicas incluyen traumatismos por compresión como los causados por accidentes de tránsito, desastres, tortura física, abuso físico y largo tiempo de confinamiento en la misma posición (como por ejemplo después de un accidente cerebrovascular, en personas con una intoxicación alcohólica o en casos de cirugía prolongada, en particular en la posición de litotomía). La oclusión con hipoperfusión de los vasos musculares puede generar trombosis, émbolos, pinzamiento de un vaso y shock con riesgo de rabdomiólisis. Otras causas físicas son la ejercitación extrema de los músculos, por ejemplo en casos de epilepsia, agitación psiquiátrica, delirium tremens, tétanos, sobredosis de anfetaminas, ingesta de éxtasis y estado asmático. La corriente eléctrica puede ser causa de lesiones en la forma de heridas por electricidad de alto voltaje, rayos

Representación de un rayo.

 o cardioversión. Otros casos son causados por hipertermia (p. ej., hipertermia maligna e hipertermia por ejercicio, por temperatura ambiente elevada, por sepsis y por síndrome neuroléptico maligno).
Las lesiones musculares directas pueden deberse a congelación, quemaduras o isquemia por oclusión de los vasos sanguíneos que transportan el oxígeno a los grupos musculares.
El ejercicio excesivo y el entrenamiento en condiciones extremas (p. ej., bailar, correr o practicar spinning y  crossfit hasta caer extenuado) pueden causar rabdomiólisis. 
También pueden causarla el ejercicio físico extremo (en particular con hidratación deficiente), el tétanos y las convulsiones prolongadas o estado de epilepsia.
Se han documentado casos de esta enfermedad en personas sometidas a electroestimulación.
Entre las causas de rabdomiólisis asociadas con problemas del metabolismo pueden mencionarse el coma hiperosmolar no cetósico (coma hiperosmolar hiperglucémico),  la hipernatremia y la hiponatremia, la hipopotasemia, la hipocalcemia, la hipofosfatemia, la cetoacidosis (p. ej., la cetoacidosis diabética) y el hipotiroidismo.
Las causas relacionadas con fármacos o con otras drogas y sustancias tóxicas incluyen la toxicidad resultante de la ingesta de alcohol etílico y de fármacos como las estatinas (simvastatina, atorvastatina y cerivastatina) que se utilizan para el tratamiento de los pacientes con hipercolesterolemia. También se asocia con rabdomiólisis el consumo durante un lapso breve de grandes cantidades de la seta Tricholoma equestre, la que hasta hace poco se clasificaba como comestible.
Los fármacos antipsicóticos pueden causar síndrome neuroléptico maligno, el que a su vez puede provocar una rigidez muscular importante con rabdomiólisis e hiperpirexia. 
Los bloqueantes neuromusculares que se utilizan en anestesia pueden ser causa de hipertermia maligna, la que como ya se dijo también se asocia con rabdomiólisis.
Otros medicamentos vinculados con rabdomiólisis son los fármacos que causan síndrome serotoninérgico, como los inhibidores selectivos de la recaptación de serotonina o SSRI, y los que interfieren en los niveles de potasio, como los diuréticos.
Las sustancias tóxicas asociadas con rabdomiólisis son los metales pesados y el veneno de insectos o víboras. El cianuro, como ya se dijo, puede causar rabdomiólisis tanto en forma directa como después del consumo de carne de codornices que lo hayan ingerido.
La enfermedad de Haff es una rabdomiólisis de inicio brusco tras el consumo de ciertos pescados, se sospecha que está causada por una toxina aún no determinada.
Las drogas de abuso, entre ellas el alcohol, las anfetaminas, la cocaína, la heroína, la ketamina, el ácido lisérgico o LSD y el éxtasis también pueden causar rabdomiólisis.
Entre los procesos infecciosos que afectan el tejido muscular figuran los causados por Coxsackievirus A, virus influenza A y B, virus de Epstein-Barr, HIV, Plasmodium falciparum, herpesvirus, Legionella pneumophila y Salmonella.
Otras causas incluyen enfermedades por autoinmunidad (polimiositis, dermatomiositis), golpe de calor y trastornos metabólicos como la deficiencia de carnitina palmitoiltransferasa.

### Predisposición genética
La recurrencia de la rabdomiólisis puede ser resultado de deficiencias de enzimas musculares intrínsecas, las que en general se heredan y suelen manifestarse durante la niñez. Muchas enfermedades musculares estructurales se caracterizan por episodios de rabdomiólisis desencadenados por el ejercicio, la  anestesia general o cualquiera de las otras causas mencionadas en párrafos anteriores. La combinación de trastornos musculares heredados e infecciones explica la mayor parte de los casos de rabdomiólisis en los niños.
Los trastornos hereditarios del aporte de energía a los músculos pueden ser causa de rabdomiólisis recurrente y en general secundaria al ejercicio enérgico.
Entre esos trastornos figuran los defectos de la glucólisis y de la glucogenólisis, que se asocian con glucogenosis  (enfermedad por almacenamiento de glucógeno) de tipo V o enfermedad de McArdle, con glucogenosis de tipo VII (deficiencia de fosfofructocinasa) o enfermedad de Tarui y con las glucogenosis de tipos VIII, IX, X y XI.
Otros trastornos hereditarios asociados con rabdomiólisis son los errores congénitos del metabolismo de los lípidos como la deficiencia de carnitina palmitoiltransferasa de tipos I y II, las deficiencias genéticas de acil-CoA deshidrogenasas, que incluyen la deficiencia de 3-hidroxiaxil-CoA deshidrogenasa de cadena larga, la deficiencia de acil-CoA deshidrogenasa de cadena muy larga, la deficiencia de acil-CoA deshidrogenasa de cadena corta y la deficiencia de acil-CoA deshidrogenasa de cadena media y, por último, la deficiencia de tiolasa.
Las miopatías mitocondriales que pueden causar rabdomiólisis son las deficiencias de succinato deshidrogenasa, citocromo c oxidasa  y coenzima Q10.
La deficiencia de glucosa-6-fosfato deshidrogenasa, la deficiencia de mioadenilato desaminasa y las distrofias musculares son trastornos hereditarios que también pueden provocar rabdomiólisis en las personas que los padecen.
Entre las causas de las formas hereditarias figuran las siguientes:
1. La  enfermedad de McArdle-Schmid-Pearson,[37] también llamada enfermedad por almacenamiento del glucógeno de tipo V, causada por la deficiencia congénita de miofosforilasa, una enzima presente en el músculo esquelético que convierte el glucógeno en glucosa. Se trata de una enfermedad de carácter autosómico recesivo en la que se produce una necrosis selectiva de las fibras musculares de tipo II.[38]
2. La enfermedad de Tarui, también denominada enfermedad por almacenamiento del glucógeno de tipo VII, que se debe a la deficiencia de fosfofructocinasa, una enzima cuya función es fosforilar la fructosa-6-fosfato a fructosa-1,6-bisfosfato. Los pacientes con esta deficiencia presentan una miopatía muscular con intolerancia al ejercicio acompañada de calambres, mioglobinuria e hiperuricemia además de anemia hemolítica como consecuencia del déficit parcial de fosfofructocinasa eritrocitaria.[38]
3. Miopatías metabólicas que generan trastornos de la liberación de energía como las glucogenosis o las miopatías mitocondriales (véase Etiología). Estas enfermedades hereditarias son causas excepcionales de rabdomiólisis que comparten la característica de impedir el aporte de energía a los músculos debido a defectos del metabolismo de la glucosa,  el glucógeno,  los lípidos o los nucleósidos.[39][40]
4. La deficiencia de carnitina-palmitoiltransferasa, que como otras enfermedades que afectan el metabolismo de los lípidos ejerce un efecto más pronunciado sobre las fibras aeróbicas de tipo I que dependen de la oxidación de los ácidos grasos como fuente de energía (a diferencia de las glucogenosis, que como ya se dijo afectan sobre todo a las fibras musculares anaerobias de tipo II.  La deficiencia de carnitina-palmitoiltransferasa es una de las causas más frecuentes de rabdomiólisis.[38]
5. El síndrome neuroléptico maligno, en el que se observa un desarrollo gradual de hipertermia, rigidez muscular e inestabilidad autonómica que pueden causar rabdomiólisis y mioglobinuria.[41]
6. La hipertermia maligna, una enfermedad hereditaria de carácter autosómico dominante  en la cual la rabdomiólisis y la hipertermia son desencadenadas por los anestésicos volátiles y otros fármacos.[41]

## Patogenia
El daño del músculo esquelético puede adoptar diversas formas. Las lesiones por aplastamiento y otras lesiones físicas causan daño muscular directo o interfieren en la irrigación sanguínea de las células musculares mientras que las causas no físicas interfieren en su metabolismo. Cuando el tejido muscular se lesiona se llena rápidamente del líquido procedente de la circulación, que incluye iones sodio. La inflamación en sí puede llevar a la destrucción de las células musculares, pero las que sobreviven están sujetas a diversas perturbaciones que conducen a un aumento de los iones calcio en el compartimento intracelular; la acumulación de calcio fuera del retículo sarcoplasmático produce una contracción muscular continua y el agotamiento del adenosín trifosfato o ATP (del inglés adenosine triphosphate), el principal transportador de energía de la célula. La misma depleción de ATP puede provocar una afluencia descontrolada de calcio. La contracción persistente de la célula muscular conduce a la descomposición de las proteínas intracelulares y a la desintegración de la célula.

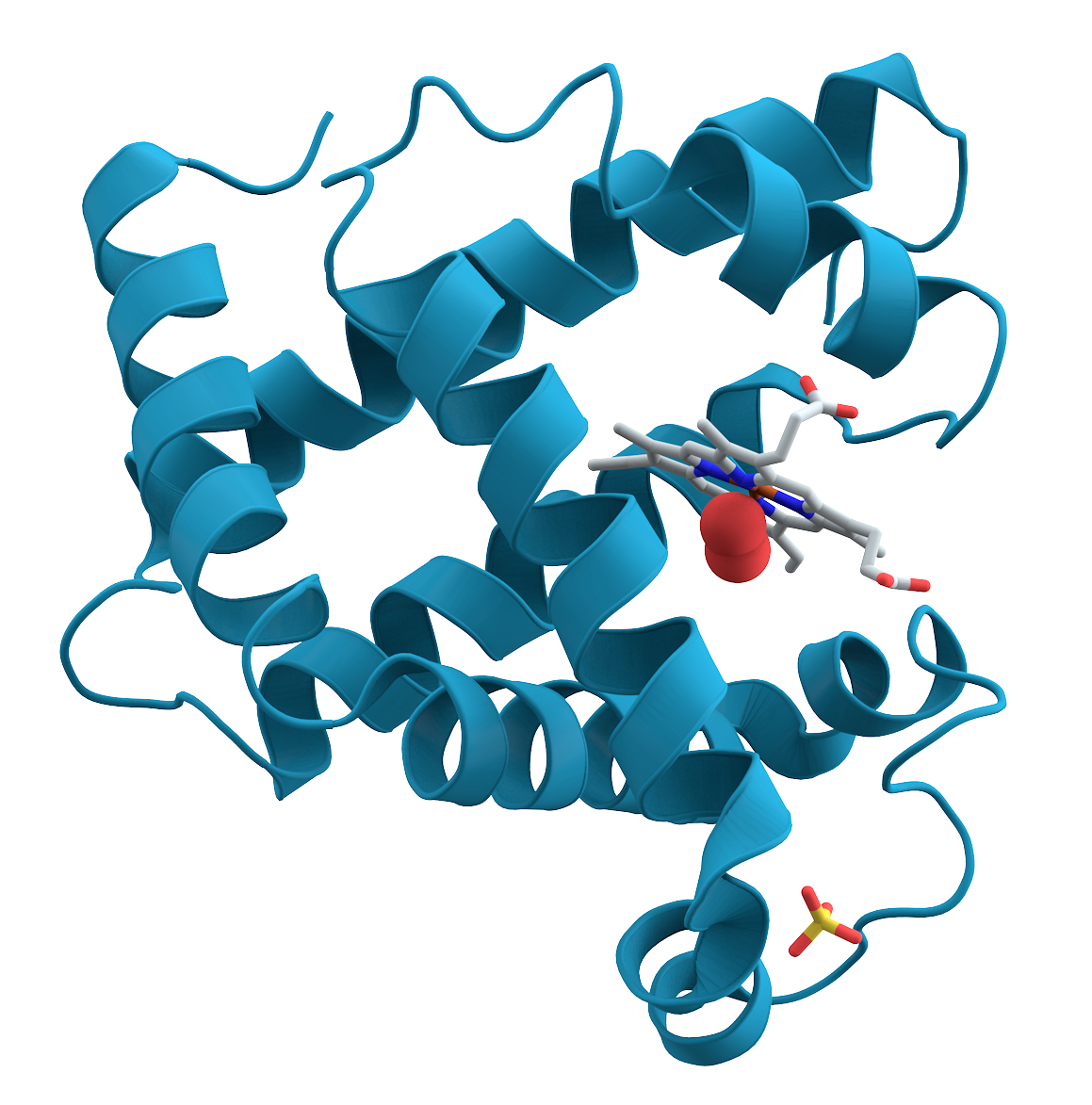
Esquema de la mioglobina, una hemoproteína que participa en el almacenamiento de óxígeno en el músculo normal, pero es responsable del daño renal en la rabdomiólisis.

Los neutrófilos, el tipo más abundante leucocito polimorfonuclear, ingresa en el tejido muscular y produce una reacción inflamatoria y la liberación de especies reactivas del oxígeno, sobre todo después de las lesiones por aplastamiento. El síndrome de aplastamiento también puede causar daño por reperfusión cuando el flujo de sangre al músculo descomprimido se restablece en forma súbita. 
El músculo inflamado y tumefacto puede comprimir directamente las estructuras en el mismo compartimento fascial y causar el síndrome compartimental. La inflamación también puede comprometer aún más la irrigación de la zona. Por último, las células musculares destruidas liberan iones potasio, iones fosfato, la hemoproteína mioglobina, la enzima creatina cinasa y ácido úrico (un producto de degradación de las purinas a partir del ADN) en la sangre. La activación del sistema de la coagulación puede precipitar un cuadro de coagulación intravascular diseminada. La elevación de los niveles de potasio puede generar alteraciones potencialmente mortales del ritmo cardíaco. El fosfato se une al calcio de la circulación, lo que disminuye los niveles sanguíneos del ion.
La rabdomiólisis puede causar insuficiencia renal por varios mecanismos, el más importante de los cuales es la acumulación de mioglobina en los túbulos renales. Lo normal es que la haptoglobina de la sangre circulante se una a la mioglobina y otras sustancias que contienen hemo, pero en la rabdomiólisis la cantidad de mioglobina excede la capacidad de unión de la haptoglobina. Cuando el nivel plasmático de mioglobina es mayor de 0,5-1,5 mg/dl se produce mioglobinuria y si el nivel llega a ascender a 100 mg/dl la concentración urinaria será suficiente para generar un cambio de color visible de la orina y se corresponderá con la destrucción de alrededor de doscientos gramos de músculo. Como los riñones reabsorben más agua que la filtrada, la mioglobina interactúa con la proteína de Tamm-Horsfall en la nefrona para formar cilindros (agregados sólidos) que obstruyen el flujo normal del líquido; la situación se agrava aún más a causa de los altos niveles de ácido úrico y la acidificación del filtrado, que aumentan la formación de cilindros. El hierro liberado del hemo genera especies reactivas del oxígeno, lo que daña las células renales. Además de la mioglobinuria, otros dos mecanismos contribuyen al deterioro renal: la presión arterial baja conduce a la constricción de los vasos sanguíneos y por lo tanto a una relativa falta de flujo de sangre al riñón y finalmente el ácido úrico puede formar cristales en los túbulos de los riñones y causar su obstrucción. En conjunto, estos procesos provocan necrosis tubular aguda, la destrucción de las células de los túbulos. El índice de filtración glomerular cae y el riñón es incapaz de llevar a cabo sus funciones excretoras normales. Esto interrumpe la regulación de los electrólitos y por ende genera un nuevo aumento de los niveles de potasio e interfiere en el procesamiento de la vitamina D, lo que reduce aún más los niveles ya bajos de calcio.

## Anatomía patológica
En el estudio anatomopatológico (macroscópico y microscópico)
post mortem de una paciente de trece años que murió a causa de una rabdomiólisis fulminante secundaria a sepsis por Streptococcus viridians se observaron pielonefritis bilateral, necrosis segmentaria de fibras musculares esqueléticas (rabdomiólisis) y lesiones isquémicas generalizadas secundarias a shock séptico:
síndrome de distrés respiratorio (membranas hialinas), extensa necrosis isquémica cortical renal y pancreática, necrosis hepática centrolobulillar, gastroenteropatía hemorrágica y encefalopatía isquémica. En el examen ultraestructural se observó una disminución del ancho de las miofibrillas por pérdida de miofilamentos periféricos, con conservación de las estructuras sarcoméricas. También había destrucción segmentaria de los sarcómeros y cambios en la línea "Z"  por una distribución en zigzag y extensión del material hacia las bandas "A" e "I". Existen controversias con respecto a la patogenia de la lesión de la fibra muscular estriada en la sepsis y recientemente se ha estudiado la posible intervención de toxinas en la génesis de esta lesión. Según los autores de este informe, lo que determinó la evolución fatal de la paciente no fue el cuadro séptico en sí, ni la insuficiencia respiratoria o renal, sino el desarrollo de una hiperpotasemia fulminante secundaria a rabdomiólisis masiva.
En otro informe se describe el caso menos grave de un hombre de treinta y ocho años, de profesión bombero y, según los autores, gran deportista, que consultó por un cuadro de rabdomiólisis leve y antecedentes de dolor muscular, calambres y debilidad de dos días de evolución tras la práctica de ejercicio. Los días anteriores a la aparición del cuadro clínico había estado entrenando para una carrera ciclista de larga duración. Este paciente se recuperó luego de un tratamiento de reposo e hidratación abundante. Cuatro meses después del episodio agudo se le practicó una biopsia muscular y el estudio histológico de la pieza mostró una arquitectura conservada sin fibrosis ni componente inflamatorio. Tampoco había signos de vasculitis. Las fibras mostraban cierta variabilidad en el diámetro, pero dentro de parámetros normales, sin signos de necrosis ni regeneración. Tampoco se veían depósitos de glucógeno ni de lípidos. El estudio con microscopia electrónica no reveló anomalías estructurales de las mitocondrias, algunas de las cuales presentaban un tamaño patológico. Los resultados de los estudios bioquímicos de la función mitocondrial realizados en otro hospital fueron normales. El diagnóstico anatomopatológico final fue músculo estriado con mínimas alteraciones.

## Cuadro clínico
Según su etiología, la presentación de la rabdomiólisis puede variar desde una elevación asintomática de la creatina cinasa hasta un desequilibrio electrolítico potencialmente fatal, shock hipovolémico e insuficiencia renal aguda. El dolor y la debilidad de los músculos son manifestaciones comunes que a menudo se acompañan de malestar generalizado, fiebre y taquicardia. La aparición de orina de color castaño oscuro puede ser el primer indicio de lesión muscular.
Los síntomas dependen de la gravedad de la rabdomiólisis y de si se desarrolla un cuadro de insuficiencia renal o no. Las formas más leves pueden no causar síntomas musculares y en esos casos el diagnóstico se basará en los análisis de sangre anormales en el contexto de otros problemas. La rabdomiólisis más grave se caracteriza por dolor muscular, hipersensibilidad a la palpación, debilidad e inflamación de los músculos afectados. Si la inflamación es muy rápida, como puede suceder después de la extracción de una víctima del derrumbe de un edificio, el movimiento de la sangre del sistema circulatorio al músculo dañado puede causar un descenso de la presión arterial y shock. También hay síntomas inespecíficos como resultado de la desintegración del tejido muscular o de la situación o estado que la originó. La liberación de los componentes del tejido muscular en la circulación genera alteraciones electrolíticas que pueden provocar náuseas, vómitos, confusión, coma o anomalías de la frecuencia y el ritmo cardíacos. La orina será oscura (a menudo se la describe como del "color del té") debido a la presencia de mioglobina. El daño de los riñones puede dar lugar a oliguria o a anuria, por lo general de doce a veinticuatro horas después de la lesión muscular inicial.
La inflamación del músculo dañado en ocasiones conduce al síndrome compartimental —por compresión de los nervios y los vasos sanguíneos circundantes en el mismo compartimento fascial—, lo que genera pérdida de irrigación sanguínea y daño o pérdida de la función en la(s) parte(s) del cuerpo irrigada(s) por esas estructuras. Los síntomas de esta complicación incluyen dolor o reducción de la sensibilidad en la extremidad afectada. Una segunda complicación reconocida es la coagulación intravascular diseminada (CID), una grave alteración de la coagulación sanguínea que puede provocar un sangrado incontrolable.

## Diagnóstico y diagnóstico diferencial
La rabdomiólisis puede sospecharse en cualquier persona que haya sufrido un traumatismo, una lesión por aplastamiento o una inmovilización prolongada, pero también es posible que se la identifique en una fase posterior debido al deterioro de la función renal (niveles aumentados de creatinina y urea y un descenso del gasto urinario) o a la coloración castaño rojiza de la orina.

### Mioglobinemia y mioglobinuria
La mioglobinuria no se desarrolla en ausencia de rabdomiólisis mientras que en presencia de rabdomiólisis no siempre hay una mioglobinuria visible. La mioglobina cambia el color de la orina, pero el del plasma no. La presencia de mioglobina en la orina determina que esta tenga un típico color castaño rojizo similar al color del vino Oporto, incluso en ausencia de hematuria. Las causas del color castaño rojizo de la orina varían, a saber, si hay mioglobinuria las causas pueden ser traumáticas o no traumáticas, la hemoglobinuria puede ser secundaria a hemólisis, daño mecánico, daño inmunitario, fragilidad estructural de los eritrocitos o microangiopatía y la hematuria puede obedecer a causas renales o posrenales. En cuanto a los factores externos, una causa puede ser la ingesta de remolachas y otras causas incluyen drogas, vitamina B12, rifampicina, fenolftaleína, fenitoína, metabolitos y bilirrubina.
Los riñones y el sistema urinario pueden haber sido dañados por traumatismos, pero la detección de hematuria en los casos postraumáticos no excluye totalmente la presencia de mioglobinuria. El metabolismo hepático elimina la mioglobina de forma rápida e impredecible de modo que la realización de pruebas para detectar mioglobina en plasma u orina no constituye un procedimiento diagnóstico sensible. Cuando no es posible detectar eritrocitos con el microscopio el color rojo de la orina debe de ser secundario a hemoglobinuria o mioglobinuria, salvo que se deba a drogas o a metabolitos. La hemoglobina tiene una relación estructural y funcional con la mioglobina y aunque su peso molecular (64 600 Da) es muy superior (el de la mioglobina es de 18 800 Da), también puede atravesar la barrera glomerular e inducir una insuficiencia renal aguda. En los pacientes con hemoglobinuria el plasma también cambiará de color, lo que no sucederá en el caso de los pacientes con mioglobinuria. Según el autor mencionado, la prueba de la bencidina no diferencia entre mioglobina, hemoglobina y eritrocitos.

### Creatina cinasa
La enzima creatina cinasa está presente en la totalidad del músculo estriado y cuando las células musculares se desintegran es liberada en la circulación. Esta enzima posee varios subtipos, algunos de ellos presentes en el músculo estriado  (CKMM) (fracción MM de la creatina cinasa)  y otros en el músculo cardíaco (CKMB) (fracción MB de la creatina cinasa). Durante los episodios de rabdomiólisis se liberan cantidades extremas de CKMM  de modo que no es raro detectar concentraciones de 100 000 U/mL o mayores. Como la degradación total y la eliminación son procesos lentos, la concentración de esta enzima continúa elevada durante mucho tiempo y de manera más consistente que la de mioglobina. Por lo tanto, la medición del nivel de creatina cinasa es más confiable que la del nivel de mioglobina para evaluar la presencia de daño muscular y la intensidad de ese daño.

### Otras enzimas
Es posible que se detecten concentraciones elevadas de la enzima lactato deshidrogenasa o LDH. Otros marcadores de daño muscular, como la aldolasa, la troponina, la anhidrasa carbónica de tipo III y la proteína fijadora de ácidos grasos (FABP, del inglés fatty acid-binding protein), se usan sobre todo en las enfermedades musculares crónicas. También suele haber una elevación de la concentración de transaminasas, enzimas abundantes tanto en el tejido hepático como en el muscular, lo que puede conducir a que el trastorno se confunda con una lesión hepática aguda, al menos en sus primeras fases. La incidencia real de lesiones hepáticas agudas es del veinticinco por ciento en las personas sin rabdomiólisis traumática, pero el mecanismo de este fenómeno se desconoce.

### Calcio y potasio
En la rabdomiólisis grave el nivel de potasio tiende a ser alto. El electrocardiograma (ECG) puede aclarar si los niveles elevados de potasio afectan el sistema de conducción eléctrica del corazón, como lo sugeriría la presencia de cambios de la onda T o el ensanchamiento del complejo QRS. En la fase inicial la concentración de calcio puede ser baja como resultado de la fijación del calcio libre a las células musculares dañadas.

### Análisis de orina
El análisis de orina mediante tira reactiva puede ser positivo para "sangre" aun cuando no se hayan detectado eritrocitos en el examen microscópico, lo que se debe a que el reactivo de la prueba reacciona con la mioglobina. Ese fenómeno también puede suceder en las enfermedades asociadas con hemólisis o desintegración de los eritrocitos. En la hemólisis el suero sanguíneo también cambia visiblemente de color mientras que en la rabdomiólisis es de color normal. Si hay daño renal el examen microscópico de la orina también revela cilindros urinarios pigmentados y granulares.

### Complicaciones
El síndrome compartimental es un diagnóstico clínico, es decir,  no hay pruebas diagnósticas concluyentes que demuestren su presencia o su ausencia; de todos modos, se puede medir en forma directa la presión existente en un compartimento fascial y utilizar la diferencia entre esa presión y la presión arterial para evaluar su gravedad. La presión elevada en el compartimento y una diferencia pequeña entre esa presión y la presión arterial indican la probabilidad de que la irrigación sanguínea sea insuficiente y de que por ende se requiera una intervención quirúrgica.
Puede sospecharse un cuadro de coagulación intravascular diseminada, otra complicación de la rabdomiólisis y otra forma de enfermedad crítica, si hay una hemorragia inesperada o anomalías en las pruebas hematológicas, como por ejemplo una disminución del recuento de plaquetas o una prolongación del tiempo de protrombina. El diagnóstico puede confirmarse con análisis de sangre estándares para detectar esta complicación, como la prueba de dímeros D.

### Trastornos subyacentes
Cuando se sospecha una enfermedad muscular subyacente, por ejemplo, en ausencia de una explicación obvia o en casos de recurrencia, puede ser necesario profundizar la investigación diagnóstica. Si bien durante un episodio la detección de bajos niveles sanguíneos de carnitina y de niveles elevados de acilcarnitina en sangre y orina puede indicar un defecto del metabolismo de los lípidos, esas anomalías desparecen durante la convalecencia. En esa etapa pueden utilizarse otros exámenes para demostrar esos trastornos. Las alteraciones de la glucólisis pueden ser detectadas por diversos métodos, por ejemplo mediante la medición de la concentración de ácido láctico después del ejercicio; la falta de ascenso del lactato puede indicar un trastorno de la glucólisis mientras que una respuesta exagerada es típica de las enfermedades mitocondriales. El electrocardiograma (ECG) puede mostrar patrones particulares en enfermedades musculares específicas; por ejemplo, la enfermedad de McArdle y la deficiencia de fosfofructocinasa o enfermedadad de Tarui ya mencionadas muestran un fenómeno llamado contractura similar a un calambre. Hay pruebas genéticas disponibles para muchas de las enfermedades musculares hereditarias que predisponen a la mioglobinuria y a la rabdomiólisis.
La biopsia muscular puede ser útil si se piensa que un episodio de rabdomiólisis es resultado de un trastorno muscular subyacente. Una muestra de biopsia tomada durante un episodio será poco informativa dado que solo mostrará evidencias de muerte celular o parecerá normal. Por lo tanto, la obtención de la muestra se habrá retrasado durante semanas o meses. El aspecto histopatológico de la biopsia indica la naturaleza de la enfermedad subyacente. Por ejemplo, las enfermedades mitocondriales se caracterizan por fibras rojas rasgadas. Los sitios por biopsiar pueden ser identificados por medio de estudios por imágenes médicas, como la resonancia magnética, puesto que los músculos pueden no hallarse afectados de manera uniforme.

## Tratamiento
El primer objetivo del tratamiento es manejar el shock y preservar la función renal. Para lograrlo se administran cantidades generosas de líquido por vía intravenosa, por lo general solución salina isotónica (solución peso/volumen al 0,9 % de cloruro de sodio). En las víctimas del síndrome de aplastamiento se recomienda administrar líquidos intravenosos incluso antes de que se las extraiga de las estructuras colapsadas. Esto asegurará un volumen circulante suficiente para hacer frente a la inflamación de la célula muscular (que por lo general comenzará cuando se restablezca el suministro de sangre) y para prevenir el depósito de mioglobina en los riñones. Se recomiendan cantidades de seis a doce litros durante veinticuatro horas. La velocidad de la administración del líquido se puede modificar para lograr una producción de orina abundante (200-300 ml/h en los adultos), a menos que existan otras razones por las que esta medida pueda dar lugar a complicaciones, por ejemplo antecedentes de insuficiencia cardíaca.
Si bien muchas fuentes recomiendan la administración de agentes intravenosos adicionales para reducir el daño renal, la mayor parte de los datos que avalan esa práctica provienen de estudios en animales y son incoherentes y contradictorios. El manitol actúa por ósmosis para mejorar la producción de orina y se piensa que evitaría el depósito de mioglobina en el riñón, pero su eficacia no se ha demostrado en estudios y existe el riesgo de que empeore la función renal. El agregado de bicarbonato a los líquidos intravenosos puede aliviar la acidosis (nivel alto de ácido en sangre) y alcalinizar la orina para prevenir la formación de cilindros en los riñones, pero hay pocas pruebas de que los beneficios de esta medida superen a los de la administración de solución salina sola y además puede empeorar la hipocalcemia al aumentar el depósito de calcio y fosfato en los tejidos. Si se alcaliniza la orina el pH urinario se mantiene en un nivel de 6,5 o mayor. La furosemida, un diurético del asa, se utiliza a menudo para asegurar una producción de orina suficiente, pero no hay pruebas de que esta medida evite la insuficiencia renal.

### Electrólitos
En las etapas iniciales los niveles de electrólitos suelen ser anormales y requieren corrección.  El nivel elevado de potasio, que puede ser mortal, responde al aumento de la producción de orina y a la terapia de reemplazo renal. Las medidas temporales incluyen administración de calcio para proteger al paciente de las complicaciones cardíacas y de insulina o salbutamol para redistribuir el potasio en las células, además de infusiones de solución de bicarbonato.
Los niveles de calcio iniciales tienden a ser bajos, pero a medida que la situación mejora el calcio se libera de donde se ha precipitado con el fosfato y se reanuda la producción de vitamina D, lo que lleva a la hipercalcemia (niveles anormalmente altos de calcio). Este "rebosamiento" se ha observado en el veinte al treinta por ciento de las personas con insuficiencia renal.

### Insuficiencia renal aguda
En los casos típicos la disfunción renal se desarrolla de uno a dos días después del daño muscular inicial. Si el tratamiento de apoyo es insuficiente para manejar esa situación puede ser necesario recurrir a la terapia de reposición renal.  Esa terapia elimina el exceso de potasio, ácido y fosfato que se acumulan cuando los riñones no funcionan normalmente y debe ser administrada hasta que se recupere la función renal.
Hay tres modalidades principales de terapia de reposición renal disponibles: hemodiálisis, hemofiltración continua y diálisis peritoneal. Los dos primeras requieren acceso al torrente sanguíneo (un catéter de diálisis), mientras que la diálisis peritoneal se logra mediante la instilación de líquido en la cavidad abdominal y su drenaje posterior. La hemodiálisis, que en la enfermedad renal crónica se realiza varias veces por semana, en la rabdomiólisis debe ser efectuada a diario. Sus ventajas sobre la hemofiltración continua son que una máquina se puede utilizar varias veces al día y que no se necesita la administración continua de fármacos anticoagulantes. La hemofiltración es más eficaz para eliminar de la circulación sanguínea moléculas grandes como la mioglobina, pero esto no parece aportar ningún beneficio especial. La diálisis peritoneal puede ser difícil de administrar en personas con lesión abdominal grave y es posible que sea menos eficaz que las otras modalidades.

### Otras complicaciones
El síndrome compartimental se trata con cirugía para aliviar la presión dentro del compartimento muscular y reducir el riesgo de compresión sobre los vasos sanguíneos y los nervios de esa zona. La fasciotomía es la incisión del compartimento afectado. A menudo se hacen múltiples incisiones que se dejan abiertas hasta que se haya reducido la inflamación. En ese momento se cierran las incisiones, que suelen requerir desbridamiento (extirpación de tejido no viable) e injerto de piel en el proceso. La necesidad de fasciotomía se puede disminuir si se usa manitol, dado que puede aliviar la inflamación del músculo directamente.
La coagulación intravascular diseminada en general se resuelve cuando se tratan las causas subyacentes, pero a menudo se requieren medidas de apoyo. Por ejemplo, si el recuento de plaquetas desciende mucho y no hay sangrado resultante se pueden administrar plaquetas.
Algunos autores han indicado la necesidad de que los pacientes con lesión renal aguda secundaria a mioglobinuria sean internados en una unidad de cuidados intensivos y reciban diálisis peritoneal precoz en tanto que otros consideran que se requiere la instauración temprana de técnicas de depuración extrarrenal (diálisis peritoneal, hemodiálisis, hemodiafiltración), aun con función renal normal, porque pueden mejorar el pronóstico.

## Pronóstico
El pronóstico depende de la causa subyacente y del desarrollo o no de complicaciones. En los pacientes con lesiones por traumatismos y rabdomiólisis complicada por insuficiencia renal aguda la tasa de mortalidad puede llegar a ser del veinte por ciento. La internación en una unidad de cuidados intensivos  se asocia con una tasa de mortalidad del veintidós por ciento en ausencia de lesión renal aguda y del cincuenta y nueve por ciento si hay insuficiencia renal. En la mayoría de los pacientes con deterioro renal por rabdomiólisis la función renal se restablece totalmente. Los músculos esqueléticos se recuperan de los episodios de rabdomiólisis con un daño permanente de carácter sorprendentemente mínimo y la tasa de supervivencia global posrabdomiólisis se aproxima al setenta y siete por ciento. Cuando el acceso al tratamiento agresivo (con inclusión de hemodiálisis) es oportuno, la mayor parte de las muertes se relacionan con otras lesiones o enfermedades de los pacientes y no son consecuencia directa de la rabdomiólisis.

## Profilaxis

### Prevención de las complicaciones
Deben corregirse las anomalías de los electrólitos con monitorización frecuente de sus niveles: solo se debe tratar la hipocalcemia sintomática porque cuando se produce la rehidratación el calcio sale de la célula muscular y se puede desarrollar una situación de hipercalcemia grave. También hay que corregir la hiperpotasemia mediante gluconato cálcico, bicarbonato de sodio, insulina, glucosa o beta-agonistas en nebulización Los trastornos del fósforo no suelen requerir tratamiento. En caso de que se sospeche un síndrome compartimental se llevará a cabo una fasciotomía. Si hay coagulación intravascular diseminada se corregirá de forma espontánea cuando mejore la rabdomiólisis, pero en los pacientes con complicaciones hemorrágicas habrá que administrar vitamina K y plasma fresco. Para evitar la progresión a insuficiencia renal aguda deberá efectuarse un manejo adecuado de los líquidos y los electrólitos. En los casos de hiperpotasemia importante o acidosis significativa se instaurará un tratamiento de reposición mediante diálisis o hemofiltración.

### Estrategias para prevenir lesiones inducidas por el ejercicio
La rabdomiólisis inducida por el ejercicio es una entidad muy conocida (v. Etiología) de la que en la bibliografía se han comunicado muchos casos relacionados con actividades físicas extenuantes, levantamiento de pesas, carreras maratónicas, esfuerzo físico excesivo en personas no entrenadas, flexiones y otras actividades físicas similares. 
Entre los atletas y las personas que realizan actividad física sistemática existen algunas estrategias para prevenir la rabdomiólisis. Una de ellas es el reconocimiento. Por ejemplo, 
según el informe de un caso, el reconocimiento temprano de la rabdomiólisis puede ayudar a prevenir lesiones o, en los pacientes más graves, a evitar la muerte. Entre los signos y los síntomas que pueden facilitar ese reconocimiento figuran la inflamación del área muscular que puede haber sido sometida a una actividad excesiva, los calambres musculares y el signo más conocido de rabdomiólisis, a saber, el cambio de color de la orina, que adquiere un tono castaño rojizo.

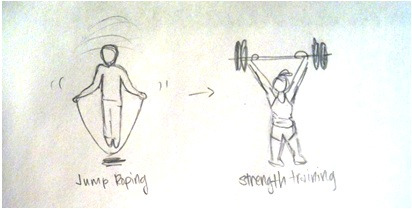
El precalentamiento es una forma de evitar la rabdomiólisis debida al ejercicio intenso.

Otra estrategia preventiva es el entrenamiento. La actividad física extenuante es una de las causas de la enfermedad de modo que es importante realizar un precalentamiento apropiado para preparar el cuerpo y evitar lesiones. Sin embargo, el precalentamiento no siempre es una medida preventiva eficaz porque no todas las personas conocen sus límites físicos y muchas carecen de la preparación suficiente para tolerar la actividad y el esfuerzo excesivos. Por lo tanto, para prevenir el daño muscular es necesario comenzar la actividad física con un ejercicio de intensidad baja a moderada. Otra medida útil para evitar el desarrollo de esta enfermedad es realizar un entrenamiento progresivo hasta lograr cierto nivel de actividad.

### Hidratación

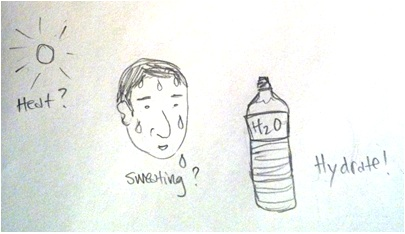
La hidratación es otra forma de prevenir la rabdomiólisis inducida por la actividad física extenuante. ¿Calor? ¿Transpiración? ¡Hidratación!

Es preciso tener en cuenta las variaciones de la temperatura. La hidratación y la aclimatación son importantes durante el desarrollo de cualquier actividad física, en especial en el verano. Un nivel de hidratación acorde con las pérdidas por sudoración y la temperatura ambiental ayudará a mantener la temperatura corporal central en 36-38 °C en el proceso de termorregulación. En un informe ya mencionado se comunica un caso interesante de rabdomiólisis inducida por el ejercicio en un joven de veinticinco años que presentó el nivel más alto de creatina cinasa informado en la bibliografía y se recuperó después de ser tratado con hidratación agresiva únicamente sin desarrollar ninguna complicación. La investigación indica que hay que tomar agua antes del ejercicio, durante el ejercicio y después. En síntesis, la rabdomiólisis es una enfermedad prevenible y el riesgo de padecerla disminuye si se adoptan las estrategias preventivas mencionadas (reconocimiento temprano, entrenamiento progresivo, hidratación suficiente y aclimatación).

## Historia
La enfermedad se caracteriza por la desestructuración y posterior necrosis del músculo esquelético, lo que produce un aumento de sus componentes intracelulares en la circulación sanguínea. La descripción de este síndrome figura en la literatura desde hace mucho tiempo. Por ejemplo en la Biblia, durante el éxodo de los judíos de Egipto, se menciona un cuadro clínico de características muy similares atribuido a una intoxicación con codornices que se habían alimentado con hierbas ricas en hierro.
Aunque hacia fines del siglo XIX y principios del XX ya se habían descrito síndromes clínicos similares a la rabdomiólisis, la historia moderna de esa enfermedad y de los síndromes por aplastamiento comenzó con la descripción clínica realizada por Bywaters y Beall en 1941 en las víctimas del bombardeo de Londres durante la Segunda Guerra Mundial. Esos autores comunicaron cinco casos de síndrome de aplastamiento cuyas víctimas habían presentado un cuadro de shock hipovolémico, inflamación de las extremidades afectadas, orina oscura, desarrollo progresivo de insuficiencia renal y finalmente la muerte. En el examen histológico de los riñones había evidencias de necrosis tubular y cilindros pigmentados. En 1944 Bywaters y Stead identificaron la mioglobina como el pigmento urinario y propusieron su papel principal en el desarrollo de la insuficiencia renal.
La Biblia, como ya se dijo, contiene lo que puede considerarse una descripción temprana de la rabdomiólisis. En el Pentateuco (Números, 11:4-6,31-33) se dice que durante el viaje por el desierto los judíos exigían carne y Dios, en respuesta a las quejas, les envió codornices, cuya carne comieron en grandes cantidades. Entonces estalló una plaga que causó la muerte de numerosas personas. En tiempos más recientes se describieron casos de rabdomiólisis después de la ingesta de codornices, trastorno que se llamó coturnismo (por Coturnix, el principal género de codorniz).  Las codornices migratorias consumen grandes cantidades de cicuta, una causa conocida de rabdomiólisis.
A los informes médicos sobre insuficiencia renal poslesión publicados con respecto al terremoto de Mesina de 1908 y la Primera Guerra Mundial siguieron los estudios realizados por los médicos londinenses ya mencionados Eric Bywaters y Desmond Beall, que trabajaban en la Royal Postgraduate Medical School (Escuela Médica Real de Posgrado) y el National Institute for Medical Research (Instituto Nacional de Investigación Médica) de Londres, sobre cuatro víctimas de los bombardeos de 1941. La espectroscopia demostró la presencia de mioglobina en la orina de las víctimas y se observó que los riñones estudiados se parecían a los de los pacientes con hemoglobinuria (hemoglobina en lugar de mioglobina como causa del daño renal). En 1944 Bywaters demostró experimentalmente que la insuficiencia renal se debía sobre todo a la mioglobina. Los equipos de médicos que viajaban a las zonas bombardeadas para proporcionar apoyo durante la guerra utilizaban principalmente líquidos intravenosos porque la diálisis aún no estaba disponible. El pronóstico de la insuficiencia renal aguda mejoró notablemente cuando se añadió esa técnica de sostén vital  al tratamiento de apoyo, lo que sucedió por primera vez durante la guerra de Corea de 1950-1953.

## Rabdomiólisis equina
La rabdomiólisis es una enfermedad reconocida en caballos, animales que pueden desarrollar una serie de trastornos musculares de los que muchos progresan a rabdomiólisis. Algunos de esos trastornos causan episodios aislados (p. ej., las deficiencias dietéticas de vitamina E y selenio, el envenenamiento asociado con pastos o venenos agrícolas como los organofosforados) mientras que otros predisponen a la rabdomiólisis de esfuerzo (p. ej., la enfermedad hereditaria conocida como miopatía equina por almacenamiento de polisacáridos). Del cinco al diez por ciento de los caballos purasangre y algunos caballos de trote (standardbred horses) sufren rabdomiólisis de esfuerzo equina; no se ha identificado ninguna causa específica de esa enfermedad, pero se sospecha que podría deberse a un trastorno subyacente de la regulación del calcio del músculo.
La rabdomiólisis equina también puede ocurrir en brotes, los que han sido informados en muchos países europeos y posteriormente en Canadá, Australia y los Estados Unidos. Los casos comunicados lo han sido como "miopatía atípica" o "mioglobinuria de etiología desconocida". Todavía no se ha encontrado una única causa, pero se han propuesto diversos mecanismos  y se ha observado un patrón estacional. En los caballos afectados se detectan niveles muy altos de creatina cinasa y la tasa de mortalidad asociada es del ochenta y nueve por ciento.